# Charles Valfort
Charles Valfort, né le 16 octobre 1808 à Mâcon et mort le 15 avril 1867 à Paris, est un peintre français.

## Biographie
Charles Valfort, né le 16 octobre 1808 à Mâcon, est le fils d'un menuisier.
Il est élève d'Eugène Delacroix puis d'Antoine-Jean Gros,. Il expose au Salon entre 1836 et 1857,. Il voyage au Maroc dont il ramène de nombreux dessins au mérite non négligeable. Il voyage aussi en Algérie.
Charles Valfort meurt le 15 avril 1867 à Paris.

## Œuvres

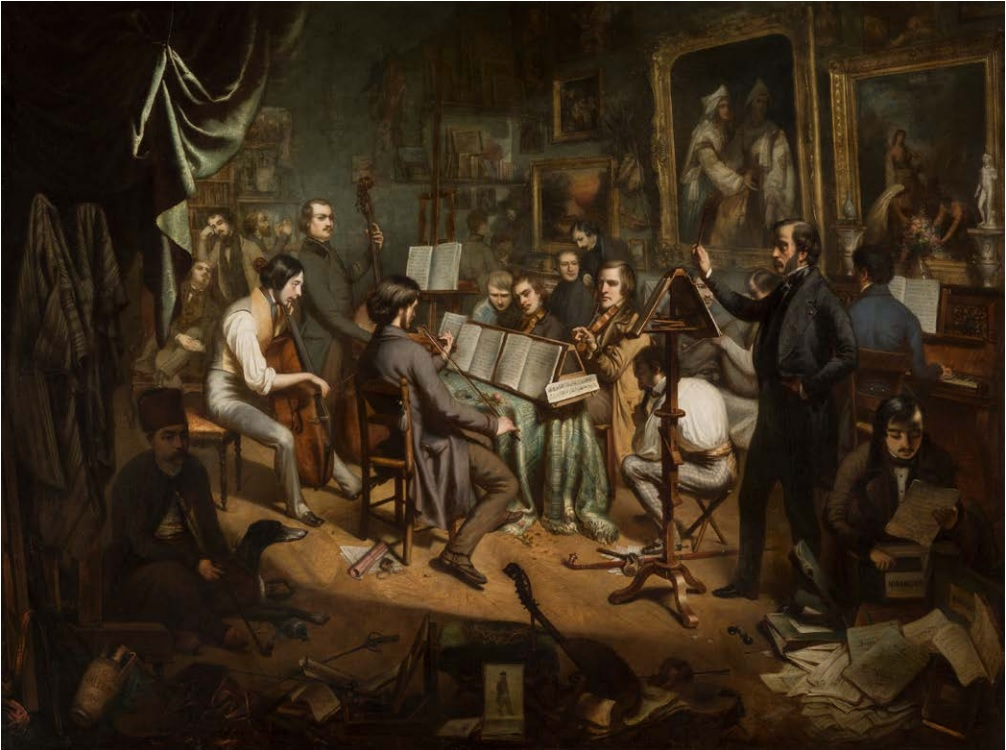
Un concert à l’atelier, 1847, Paris, musée de la Vie romantique.

Parmi les œuvres de Charles Valfort figurent notamment :
- Un concert à l’atelier, 1847, Paris, musée de la Vie romantique ;
- Fête de nuit à Venise, Mâcon, musée des Ursulines[1] ;
- Un tapissier, localisation inconnue[2] ;
- Génie au tombeau de Gros, localisation inconnue[2] ;
- Le martyre de saint Pierre, église Saint-Pierre de Mâcon, tableau protégé au titre des Monuments historiques en 2023[5].